# Luisa Anhaltsko-Desavská
Luisa Anhaltsko-Desavská (10. února 1631, Dessau – 25. dubna 1680, Oława) byla anhaltsko-desavská princezna z rodu Askánců a sňatkem vévodkyně z lehnická, břežská, wołówská a oławská vévodkyně.

## Život
Luisa se narodila jako páté dítě knížete Jana Kazimíra Anhaltsko-Desavského a jeho první manželky Anežky, dcery lankraběte Mořice Hesensko-Kasselského.
24. listopadu 1648 se sedmnáctiletá Luisa v rodném městě Dessau provdala za o třináct let staršího Kristiána Břežsko-Lehnického. V době sňatku byl její manžel spoluvládce se svých starších bratrů Jiřího III. a Ludvíka IV. O čtyři roky později, v roce 1652, Luisa porodila první dítě, dceru Karolínu.
V roce 1653, poté, co obdržel dědictví po svém strýci Jiřím Rudolfovi Lehnickém, se bratři rozhodli rozdělit si domény; Kristián získal malá a chudá vévodství Wołów a Oława. Manželé se usadili v Oławě, kde Luisa v roce 1657 porodila druhou dceru Luisu, která však 6. února 1660 zemřela. 29. září 1660 se páru narodil dlouho očekávaný syn a dědic Jiří Vilém. Čtvrté, poslední dítě se narodilo v roce 1664, druhý syn Kristián Ludvík nicméně po měsíci života zemřel.
Možnost, že by Kristián zdědil všechny lehnické země se zdála nevyhnutelnou, protože žádný z jeho starších bratrů neměl přeživšího mužského potomka. Smrtí Ludvíka IV. v roce 1663 a Jiřího III. v roce 1664 se Kristián stal samostatným vládcem všech rodinných zemí.
Vévoda Kristián zemřel 28. února 1672. Jeho nástupcem se stal jeho jediný přeživší syn Jiří Vilém, protože byl ale nezletilý, bylo regentství podle vévodovi poslední vůle svěřeno Luise. Regentka, která byla tolerantní a velkorysou osobou, finančně pomáhala katolíkům, čímž si vysloužila nenávist protestantského obyvatelstva vévodství. Ti se rozhodli uspíšit prohlášení mladého vévody za plnoletého. Navzdory Luisiným protestům císař Leopold prohlásil 14. března 1675 Jiřího Ludvíka za plnoletého a za vládce vévodství. Jedním z prvních činů vévody bylo, že zbavil svou matku Wołówa, části jejího vdovského údělu. Vláda Jiřího Ludvíka však byla krátká; zemřel po osmi měsících vlády, 21. listopadu 1675 na neštovice. Protože byl bezdětný, vymřeli jím Piastovci po meči.
Louise si ponechala své věnné pozemky a odešla do Oławy, kde strávila poslední léta budováním barokního mauzolea slezských piastovců v kostele sv. Jana Křtitele v Lehnici, nazývaném také Piasteum, kde pohřbila ostatky svého manžela, syna a některých z jejich předků. Luisa zemřela 25. dubna 1680 ve věku 49 let a byla pohřbena vedle svého manžela. Její panství převzal její lenní pán, habsburský český král.

## Vývod z předků
|                          |                                 |  |                   |                               |  |  |  |  |  |  |  | Jan V. Anhaltsko-Zerbstský |
|                          |                                 |  |                   |                               |  |  |  |  |  |  |  |                            |
|                          | Jáchym Arnošt Anhaltský         |  |                   |                               |  |  |  |  |  |  |  |                            |
|                          |                                 |  |                   |                               |  |  |  |  |  |  |  |                            |
|                          |                                 |  |                   | Markéta Braniborská           |  |  |  |  |  |  |  |                            |
|                          |                                 |  |                   |                               |  |  |  |  |  |  |  |                            |
|                          | Jan Jiří I. Anhaltsko-Desavský  |  |                   |                               |  |  |  |  |  |  |  |                            |
|                          |                                 |  |                   |                               |  |  |  |  |  |  |  |                            |
|                          |                                 |  |                   | Wolfgang I. z Barby           |  |  |  |  |  |  |  |                            |
|                          |                                 |  |                   |                               |  |  |  |  |  |  |  |                            |
|                          | Anežka z Barby-Mühlingenu       |  |                   |                               |  |  |  |  |  |  |  |                            |
|                          |                                 |  |                   |                               |  |  |  |  |  |  |  |                            |
|                          |                                 |  |                   | Anežka z Mansfeld-Mittelortu  |  |  |  |  |  |  |  |                            |
|                          |                                 |  |                   |                               |  |  |  |  |  |  |  |                            |
|                          | Jan Kazimír Anhaltsko-Desavský  |  |                   |                               |  |  |  |  |  |  |  |                            |
|                          |                                 |  |                   |                               |  |  |  |  |  |  |  |                            |
|                          |                                 |  |                   | Fridrich III. Falcký          |  |  |  |  |  |  |  |                            |
|                          |                                 |  |                   |                               |  |  |  |  |  |  |  |                            |
|                          | Jan Kazimír Falcko-Simmernský   |  |                   |                               |  |  |  |  |  |  |  |                            |
|                          |                                 |  |                   |                               |  |  |  |  |  |  |  |                            |
|                          |                                 |  |                   | Marie Braniborsko-Kulmbašská  |  |  |  |  |  |  |  |                            |
|                          |                                 |  |                   |                               |  |  |  |  |  |  |  |                            |
|                          | Dorotea Falcko-Simmernská       |  |                   |                               |  |  |  |  |  |  |  |                            |
|                          |                                 |  |                   |                               |  |  |  |  |  |  |  |                            |
|                          |                                 |  |                   | August Saský                  |  |  |  |  |  |  |  |                            |
|                          |                                 |  |                   |                               |  |  |  |  |  |  |  |                            |
|                          | Alžběta Saská                   |  |                   |                               |  |  |  |  |  |  |  |                            |
|                          |                                 |  |                   |                               |  |  |  |  |  |  |  |                            |
|                          |                                 |  |                   | Anna Dánská                   |  |  |  |  |  |  |  |                            |
|                          |                                 |  |                   |                               |  |  |  |  |  |  |  |                            |
| Luisa Anhaltsko-Desavská |                                 |  |                   |                               |  |  |  |  |  |  |  |                            |
|                          |                                 |  |                   |                               |  |  |  |  |  |  |  |                            |
|                          |                                 |  | Filip I. Hesenský |                               |  |  |  |  |  |  |  |                            |
|                          |                                 |  |                   |                               |  |  |  |  |  |  |  |                            |
|                          | Vilém IV. Hesensko-Kasselský    |  |                   |                               |  |  |  |  |  |  |  |                            |
|                          |                                 |  |                   |                               |  |  |  |  |  |  |  |                            |
|                          |                                 |  |                   | Kristýna Saská                |  |  |  |  |  |  |  |                            |
|                          |                                 |  |                   |                               |  |  |  |  |  |  |  |                            |
|                          | Mořic Hesensko-Kasselský        |  |                   |                               |  |  |  |  |  |  |  |                            |
|                          |                                 |  |                   |                               |  |  |  |  |  |  |  |                            |
|                          |                                 |  |                   | Kryštof Württemberský         |  |  |  |  |  |  |  |                            |
|                          |                                 |  |                   |                               |  |  |  |  |  |  |  |                            |
|                          | Sabina Württemberská            |  |                   |                               |  |  |  |  |  |  |  |                            |
|                          |                                 |  |                   |                               |  |  |  |  |  |  |  |                            |
|                          |                                 |  |                   | Sabina Bavorská               |  |  |  |  |  |  |  |                            |
|                          |                                 |  |                   |                               |  |  |  |  |  |  |  |                            |
|                          | Anežka Hesensko-Kasselská       |  |                   |                               |  |  |  |  |  |  |  |                            |
|                          |                                 |  |                   |                               |  |  |  |  |  |  |  |                            |
|                          |                                 |  |                   | Jan VI. Nasavsko-Dillenburský |  |  |  |  |  |  |  |                            |
|                          |                                 |  |                   |                               |  |  |  |  |  |  |  |                            |
|                          | Jan VII. Nasavsko-Siegenský     |  |                   |                               |  |  |  |  |  |  |  |                            |
|                          |                                 |  |                   |                               |  |  |  |  |  |  |  |                            |
|                          |                                 |  |                   | Alžběta z Leuchtenburgu       |  |  |  |  |  |  |  |                            |
|                          |                                 |  |                   |                               |  |  |  |  |  |  |  |                            |
|                          | Juliana Nasavsko-Dillenburská   |  |                   |                               |  |  |  |  |  |  |  |                            |
|                          |                                 |  |                   |                               |  |  |  |  |  |  |  |                            |
|                          |                                 |  |                   | Filip IV. z Waldecku          |  |  |  |  |  |  |  |                            |
|                          |                                 |  |                   |                               |  |  |  |  |  |  |  |                            |
|                          | Magdaléna Waldecko-Wildungenská |  |                   |                               |  |  |  |  |  |  |  |                            |
|                          |                                 |  |                   |                               |  |  |  |  |  |  |  |                            |
|                          |                                 |  |                   | Juta z Isenburg-Grenzau       |  |  |  |  |  |  |  |                            |
|                          |                                 |  |                   |                               |  |  |  |  |  |  |  |                            |